# Magda Bugge
Magda Bugge, née le 27 décembre 1846 et morte le 1er janvier 1924, est une compositrice norvégienne.

## Biographie
Magda Bugge, norvégienne d'origine, a vécu aux États-Unis. Elle a publié des morceaux de piano et de chant avec texte anglais et norvégien. La plupart de ses compositions sont éditées par Warmuth.